# Ryan Newman (personaje)
Ryan Newman es un personaje ficticio interpretado por el actor Elijah Wood para la serie de televisión de humor negro Wilfred. Es un abogado temporalmente retirado que posee un gran problema de depresión debido a su situación e incluso intenta un suicidio. Cuando conoce a Wilfred le da razones por las cuales vivir y a pesar de no ser el dueño de Wilfred, es con quién pasa más tiempo durante el día. En un principio acepta cuidar a Wilfred sólo para estar más cerca de su dueña, Jenna; sin embargo su interés por ella se vuelve nulo al saber que tiene novio. Lleva una pésima relación con su padre; de hecho, llevan años sin dirigirse una sola palabra, y su madre Catherine Newman es mentalmente inestable por lo cual no tienen muy buena relación. Kristen Newman, su única hermana (al parecer), es ocasionalmente abusiva, grosera e intolerante con él.

## Infancia
La infancia de Ryan se basa en problemas que su madre tenía con su padre, ya que era una relación disfuncional. Ella quería ser libre, mientras que su esposo le prohibía muchas cosas. Estas ideas encontradas de ambos hacían que Ryan llorara por no estar en una familia amorosa y Kristen llegara a calmarlo. Esto le provoca problemas emocionales más tarde.
Otro hecho de la infancia de Ryan es Snickers, un perro que originalmente le regalaron a Kristen y que sin embargo tenía mejor relación con Ryan; ello provocaba que Kristen se sintiera celosa al no sentirse querida. Un día ella accidentalmente deja abierta la puerta para dirigirse a la piscina, Snickers entra dentro de ella y muere ahogado, lo que hace creer a Ryan que él fue el culpable de la muerte del perro, pero años después se descubre que no es así.

## Relaciones amorosas
Ryan tiene un historial de fallidas relaciones, en la serie se habla de Paula, una chica que al principio llevaba una excelente relación con Ryan, hasta incluso llegó a pensar que sería con quién pasaría el resto de su vida pero decide dejar la relación cuando ella comienza a realizar actos sexuales muy raros
Ryan se interesó en Jenna desde que ella arribó al vecindario, incluso esa es la razón por la cual accede a cuidar a Wilfred, sin embargo pierde su interés cada vez más en ella al descubrir que ya tiene una relación con Drew. En la primera temporada, Ryan conoce a Angelique, una ninfómana que conoció mediante internet, pero no fue Ryan quien la escogiera, si no Wilfred. Conoce también a Beth, una madre soltera con quien tuvo un accidente (por culpa de Wilfred), y que Wilfred insiste tenga una relación con la finalidad de que él tenga una relación con Raffi, una jirafa de peluche y aunque Ryan no está muy seguro acepta para poder indemnizar el costo del daño del automóvil pero al final la deja. En una viaje a la playa, Ryan conoce a Cinzia una chica italiana que se encuentra de vacaciones en Los Ángeles, Ryan se interesa mucho por ella y está dispuesto a establecer una relación. Ella lo invita a que se vayan a vivir juntos a Italia, él al principio acepta pero después de analizarlo para finalmente quedarse.
En su trabajo conoce a Amanda, una Bioquímica y forma con ella la relación más larga de la serie, al final se separa de ella por ser mentalmente inestable, ya que transfirió los secretos de la compañía donde Ryan trabajaba, incriminándolo. Para que así, hacer quebrar la compañía y para que no hubiera nada que se interpusiera entre ambos y poder vivir con Ryan para siempre. Sin embargo es descubierta y mandada a tratamiento.

## Historia
Aunque en un principio Ryan cuidaba a Wilfred sólo para quedar bien con Jenna, creó con él una gran amistad, en la cual Wilfred le enseñó a sacar varios valores que Ryan necesitaba para poder salir adelante con su vida, sin embargo a ocasionado muchos problemas. Una de las peores cosas que Wilfred le indujo a hacer fue entrar en casa de su vecino Spencer, robando así varias cosas, como Marihuana. Sin embargo, Ryan se las arregló para evadir la situación, pero eso provocó que Spencer comenzara a visitarlo regularmente. Ryan por una confusión de Wilfred, pensó que Jenna tenía pene, aunque tuvo sus dudas, finalmente comprobó que no era cierto. Kristen, la hermana de Ryan se preocupa mucho por él por tanto lo ayuda económicamente, cosa que él cree innecesario. Al ver que muchas personas han hecho algo bueno con sus vidas, decide ser voluntario en un asilo para ancianos,  para así ganarse el respeto de la comunidad. También ha sido utilizado por Wilfred, pidiéndole ayuda a Ryan para que él pueda separar a Jenna y Drew, él al principio acepta debido a que tampoco le gusta la pareja. Acepta cuidar a su madre mentalmente inestable, que resulta ser un dolor de cabeza para él, mientras que Wilfred es encantado por su ideología.  Aparte de tener problemas económicos, tiene problemas de sociabilidad, pues en sus años viviendo en el vecindario, habla solamente con pocos vecinos lo que llevó a pensar a todos que él era el responsable de una ola de robos a artículos de ahí. Crea una gran amistad con Bruce, quien resulta ser el único personaje de la serie (hasta el momento) que ve a Wilfred de la misma manera que lo hace él. A pesar de que no trabaja más con su padre, decide defender el caso de Jenna cuando es despedida del noticiero.